# East Ruston
East Ruston – wieś w Anglii, w hrabstwie Norfolk, w dystrykcie North Norfolk. Leży 23 km na północny wschód od Norwich i 181 km na północny wschód od Londynu.
W 2001 miejscowość liczyła 497 mieszkańców.